# Peithon
Peithon ou Pithon (en grec ancien Πείθων ou Πίθων), né vers 355 av. J.-C., mort en 316, est l'un des sômatophylaques (gardes du corps) et des Diadoques d'Alexandre le Grand. Fait satrape de Médie en 323, il se rallie d'abord à Perdiccas durant la première guerre des Diadoques puis manifeste l'ambition de dominer l'ensemble des satrapies orientales. Il rejoint la cause d'Antigone le Borgne qui le fait mettre à mort pour trahison.

## Biographie

### Sous le règne d'Alexandre
Peithon serait originaire d'Éordée, une province occidentale du royaume de Macédoine. Il devient l'un des sept sômatophylaques d'Alexandre en 325, même si cette date est sujette à caution. Pour autant il n'a jamais obtenu de commandement militaire important, Alexandre se méfiant semble-t-il de son ambition. Vers 328, Peithon est capturé avec ses troupes par Spitaménès qui dirige la révolte des satrapies de Sogdiane et de Bactriane. Vers 327, il obtient le commandement militaire de l'Indus inférieur, satrapie d'Oxyartès. En 326, il est désigné parmi les trente trois triérarques de la flotte d'Inde, ce qui démontre son rang au sein de la hiérarchie. En 325, Alexandre lui confie l'organisation de la région du Sindh (en Inde) qui vient de se révolter contre l'occupation macédonienne.
Il figure parmi les Compagnons (hétaires) présent lors du banquet dionysiaque durant lequel Alexandre tombe malade en juin 323.

### Durant les guerres des Diadoques
Lors des accords de Babylone qui suivent la mort d'Alexandre en juin 323 av. J.-C., Peithon obtient la satrapie de Médie, amputé de sa partie nord offerte à Atropatès pour former la Médie Atropatène. La Médie est alors une région stratégique car elle contrôle les routes entre les parties occidentales et orientales de l'empire. Diodore dit qu'il obtient aussi, sans donner de date, le commandement militaire des « satrapies supérieures ». Sur l'ordre de Perdiccas, chiliarque de l'empire, Peithon doit réprimer l'insurrection des colons grecs (ou macédoniens dans une moindre mesure) de Bactriane. Peithon obtient le commandement de 3 800 soldats macédoniens tirés au sort car ceux-ci rechignent à retourner en Haute Asie, puis il reçoit le renfort de troupes venues des satrapies orientales. Il défait par la traîtrise l'armée des colons grecs, estimée à 20 000 fantassins et 3 000 cavaliers. Mais contrairement aux ordres du chiliarque qui a ordonné l'extermination des insurgés, Peithon accepte leur capitulation et leur retour dans les colonies. Cette mesure doit lui permettre de s'appuyer à l'avenir sur une population gréco-macédonienne dans sa tentative de domination des satrapies de Haute Asie. Cependant les soldats de Peithon ne respectent par ce traité ; voulant amasser le butin promis par Perdiccas, ils massacrent tous les colons.
En 322, Peithon prend probablement part aux côtés de Perdiccas à la conquête de la Cappadoce au profit d'Eumène de Cardia. Puis il accompagne Perdiccas lors de son expédition en Égypte contre Ptolémée au printemps 321. Mais avec ses complices Séleucos et Antigénès, il est à l'origine du complot qui aboutit à l'assassinat de Perdiccas. Ptolémée le charge alors de veiller sur les rois, Philippe III et Alexandre IV, en attendant l'arrivée d'Antipater.
Par les accords de Triparadisos conclus en 321, Peithon se voit confirmé à la tête de la Médie. Il cherche à s'emparer de la Parthie pour la confier à son frère Eudamos (à distinguer d'Eudamos le satrape d'Inde), manifestant l'ambition de s'imposer dans les satrapies orientales. Mais il est défait par la coalition des satrapes de Mésopotamie, Perside, Carmanie, Arachosie, Arie-Drangiane et Gandhâra, commandée par Peucestas. Peithon est contraint de se retirer de la Parthie et, décide alors de gagner la Babylone pour obtenir de Séleucos, le satrape locale, l'aide dont il a besoin. Il aide donc ce dernier face à Eumène de Cardia, stratège de la régence macédonienne (317) chargé de vaincre Antigone le Borgne. Eumène a proposé sans succès une alliance à Séleucos et Peithon, mais ceux-ci préfèrent rejoindre la cause d'Antigone car Eumènes a été condamné à mort par l'Assemblée des Macédoniens. 
Peithon participe donc aux côtés d'Antigone aux batailles de Paraitacène et de Gabiène, où il commande la cavalerie légère. Après la mort d'Eumène, Peithon manifeste l'ambition de contrôler les satrapies de Haute Asie et de rallier à sa cause une partie des troupes d'Antigone. Feignant d'ignorer cette trahison, ce dernier invite Peithon dans ses quartiers d'hiver à Ecbatane et le fait exécuter au début de l'année 316.

### Sources antiques
- Diodore de Sicile, Bibliothèque historique [détail des éditions] [lire en ligne], XVIII-XIX.
- Élien, Histoires variées [lire en ligne], XII, 16.
- Justin, Abrégé des Histoires philippiques de Trogue Pompée [détail des éditions] [lire en ligne], XIII.